# Kamienica przy ulicy Gliwickiej 58 w Katowicach
Kamienica przy ulicy Gliwickiej 58 w Katowicach – kamienica położona przy ulicy Gliwickiej 58 w Katowicach, na terenie dzielnicy Załęże. Powstała w 1894 roku w stylu historyzmu i posiada bogate detale architektoniczne. 

## Historia
Kamienica została wzniesiona pod koniec XIX wieku, w 1894 roku. W 2000 roku została ona zmodernizowana.
W 2012 roku na zachodniej ścianie kamienicy powstał mural przedstawiający dziewczynę z karabinem widzianą z różnych perspektyw. Jego autorką była Hyuro. W 2018 roku na wschodniej ścianie kamienicy powstał kolejny mural – z wizerunkiem lekarki dr Jolanty Wadowskiej-Król, dzięki której wykryto wiele przypadków ołowicy wśród dzieci z Szopienic, Burowca i Dąbrówki Małej. Mural wykonał Andrzej Wieteszka na podstawie portretu lekarki z lat 70. XX wieku, a powstał on w ramach akcji Wysokich Obcasów pt. „Kobiety na mury” przy współpracy z miastem Katowice.
W połowie września 2023 roku na ścianie do strony zachodniej został odsłonięty mural poświęcony hm. Jerzemu Lisowi. Powstał on w tamach katowickiego budżetu obywatelskiego, a autorem muralu są artyści z grupy Czary-Mary.
Znajdujący się w sąsiedztwie kamienicy po stronie wschodniej plac został w latach 2018–2019 roku zagospodarowany na skwer.
Kamienica według stanu z września 2016 roku jest własnością miasta Katowice, a zarządza nią Komunalny Zakład Gospodarki Mieszkaniowej w Katowicach. W systemie REGON w połowie lipca 2023 roku był zarejestrowany jeden aktywny podmiot gospodarczy z siedzibą przy ulicy Gliwickiej 58.

## Charakterystyka
Kamienica położona jest przy ulicy Gliwickiej 58 w Katowicach, na terenie dzielnicy Załęże i jest obiektem wolnostojącym.
Jest to budynek murowany z cegły, zwieńczony dachem jednospadowym, powstałym na rzucie podkowy. Powierzchnia użytkowa kamienicy wynosi 653,08 m², a powierzchnia zabudowy 419 m². Liczy 4 kondygnacje nadziemne i 1 podziemną.
Architektonicznie kamienica posiada bogaty detal w stylu historyzmu, który został wykonany w tynku. Bogatą sztukaterię kamienica ma przede wszystkim nad oknami. Budynek w środkowej osi posiada także balkony ze stalowymi balustradami.
Kamienica objęta jest ochroną poprzez wpis do gminnej ewidencji zabytków miasta Katowice, a także ustalono szczególne zasady ochrony budynku na podstawie przepisów miejscowego planu zagospodarowania przestrzennego obejmującego rejon ulic: Gliwickiej, Brackiej i F.W. Grundmanna.

## Galeria
| - Mural na wschodniej ścianie kamienicy przedstawiający dr Jolantę Wadowską-Król autorstwa Andrzeja Wieteszki (2019) - Mural na zachodniej ścianie kamienicy przedstawiający dziewczynę z karabinem autorstwa Hyuro (2012) - Mural na zachodniej ścianie kamienicy upamiętniający Jerzego Lisa (2024) |